# ジェラミ・グラント
ヒューストン・ジェラミ・グラント（Houston Jerami Grant, 1994年3月12日 - ）は、アメリカ合衆国・オレゴン州ポートランド出身のプロバスケットボール選手。NBAのポートランド・トレイルブレイザーズに所属している。ポジションはパワーフォワードまたはスモールフォワード。

## 経歴

### カレッジ
ニューヨーク州のシラキュース大学で2年間プレーした後、2014年のNBAドラフトにアーリーエントリーを表明した。

### フィラデルフィア・76ers
2巡目39位で父が所属していたフィラデルフィア・76ersから指名された。2巡目指名だったことで立場が保証されていなかったが、グラントはサマーリーグで首脳陣に好印象を与え、2年契約を勝ち取る。1年目の2014-15シーズン、低迷するシクサーズの中でローテーションに加わり、2015年1月21日のニューヨーク・ニックス戦では、ショーン・ブラッドリー、サミュエル・ダレンベアが持つ球団タイ記録の1試合8ブロックショットを決めた。このシーズンは65試合（11先発）に平均21.2分の出場で、6.3得点、3.0リバウンド、1.2アシスト、0.6スティール、1.0ブロックなどを記録した。
2015-16シーズン、このシーズンは77試合（52先発）に平均26.8分の出場で、9.7得点、4.7リバウンド、1.8アシスト、0.7スティール、1.6ブロックなどを記録した。

### オクラホマシティ・サンダー

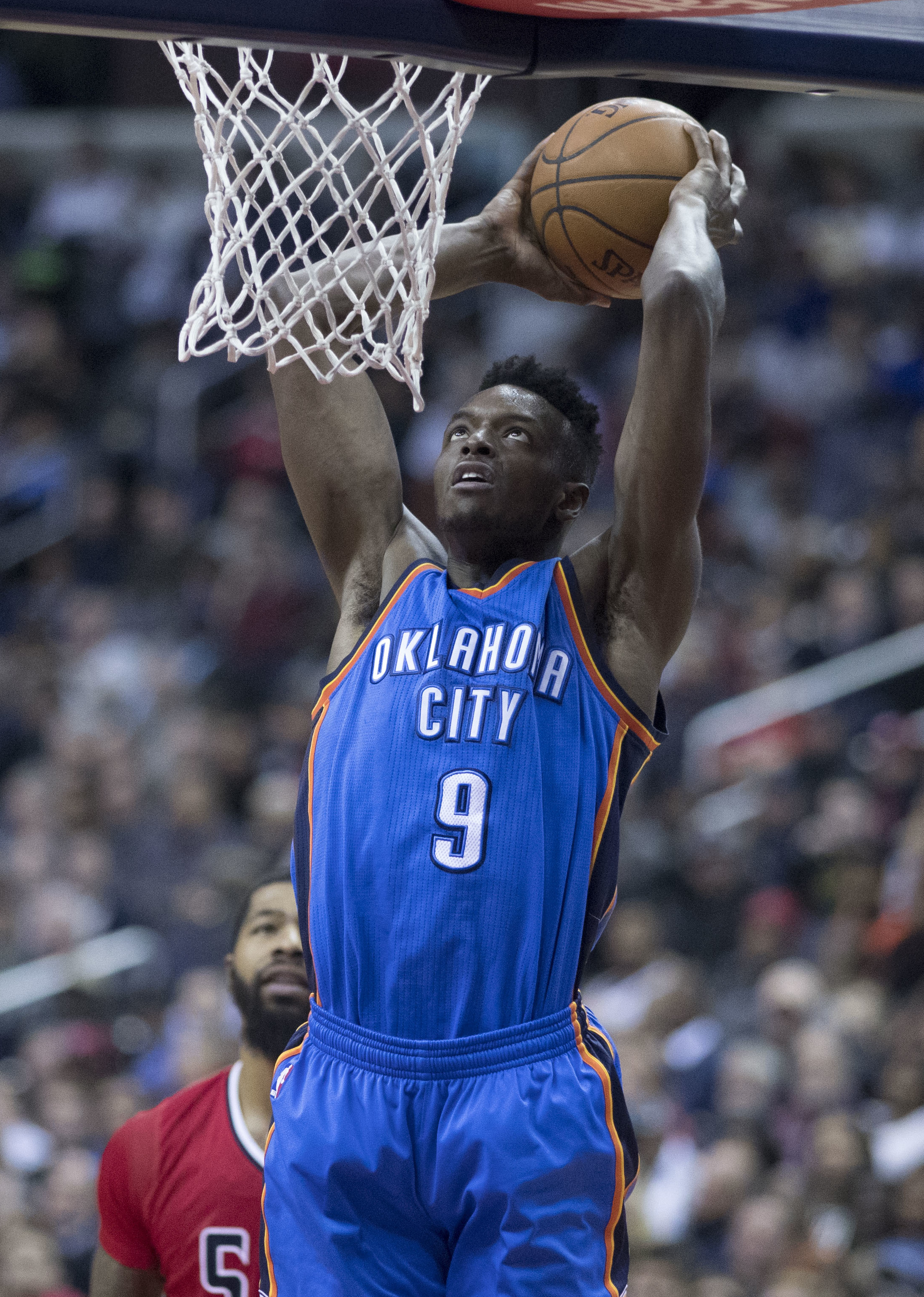
サンダー時代（2017年）

2016-17シーズンの2016年11月1日、エルサン・イルヤソバとドラフト指名権とのトレードでオクラホマシティ・サンダーに移籍した。このシーズン2球団合計で80試合（4先発）に平均19.1分の出場で、5.5得点、2.6リバウンド、0.6アシスト、0.4スティール、1.0ブロックなどを記録した。
2017-18シーズン、このシーズンは81試合（1先発）に平均20.3分の出場で、8.4得点、3.9リバウンド、0.7アシスト、0.4スティール、1.0ブロックなどを記録した。
2018-19シーズン開幕前の2018年7月、サンダーと3年2700万ドルの再契約を結んだ（3年目はオプション）。このシーズンは80試合（77先発）に平均32.7分の出場で、13.6得点、5.2リバウンド、1.0アシスト、0.8スティール、1.3ブロックなど、成績を大きく伸ばした。プレーオフでは全5試合に先発出場し、平均11.6得点などと前年より大きく記録を伸ばした。

### デンバー・ナゲッツ
2019-20シーズン開幕前の7月に2020年のNBAドラフト1巡目指名権とのトレードでデンバー・ナゲッツに移籍した。このシーズンは71試合（24先発）に平均26.6分の出場で、12.0得点、3.5リバウンド、1.2アシスト、0.7スティール、0.8ブロックなどを記録した。プレーオフでは19試合に出場し、平均11.6得点などを記録し、カンファレンスファイナル進出に貢献した。

### デトロイト・ピストンズ
2020-21シーズン開幕前の11月にプレイヤーオプションを破棄してFAとなり、3年6000万ドルのサイン・アンド・トレードでデトロイト・ピストンズに移籍した。開幕からコンスタントに20得点以上を記録し、飛躍のシーズンとなった。

### ポートランド・トレイルブレイザーズ
2022年7月6日に複数のドラフト指名権とのトレードで、父が所属していたポートランド・トレイルブレイザーズへ移籍した。

## 個人成績

### NBA

#### レギュラーシーズン
| シーズン  | チーム | GP  | GS  | MPG  | FG%  | 3P%  | FT%  | RPG | APG | SPG | BPG | PPG  |
| --------- | ------ | --- | --- | ---- | ---- | ---- | ---- | --- | --- | --- | --- | ---- |
| 2014–15   | PHI    | 65  | 11  | 21.2 | .352 | .314 | .591 | 3.0 | 1.2 | .6  | 1.0 | 6.3  |
| 2015–16   | PHI    | 77  | 52  | 26.8 | .419 | .240 | .658 | 4.7 | 1.8 | .7  | 1.6 | 9.7  |
| 2016–17   | PHI    | 2   | 0   | 20.5 | .353 | .000 | .500 | 3.5 | .0  | .0  | 2.0 | 8.0  |
| 2016–17   | OKC    | 78  | 4   | 19.1 | .469 | .377 | .619 | 2.6 | .6  | .4  | 1.0 | 5.4  |
| 2016-17計 | OKC    | 80  | 4   | 19.1 | .463 | .371 | .612 | 2.6 | .6  | .4  | 1.0 | 5.5  |
| 2017–18   | OKC    | 81  | 1   | 20.3 | .535 | .291 | .675 | 3.9 | .7  | .4  | 1.0 | 8.4  |
| 2018–19   | OKC    | 80  | 77  | 32.7 | .497 | .392 | .710 | 5.2 | 1.0 | .8  | 1.3 | 13.6 |
| 2019–20   | DEN    | 71  | 24  | 26.6 | .478 | .389 | .750 | 3.5 | 1.2 | .7  | .8  | 12.0 |
| 2020–21   | DET    | 54  | 54  | 33.9 | .429 | .350 | .845 | 4.6 | 2.8 | .6  | 1.1 | 22.3 |
| 2021–22   | DET    | 47  | 47  | 31.9 | .426 | .358 | .838 | 4.1 | 2.4 | .9  | 1.0 | 19.2 |
| 2022–23   | POR    | 63  | 63  | 35.7 | .475 | .401 | .813 | 4.5 | 2.4 | .8  | .8  | 20.5 |
| 2023–24   | POR    | 54  | 54  | 33.9 | .451 | .402 | .817 | 3.5 | 2.8 | .8  | .6  | 21.0 |
| 2024–25   | POR    | 47  | 47  | 32.4 | .373 | .365 | .849 | 3.5 | 2.1 | .9  | 1.0 | 14.4 |
| 通算      | 通算   | 719 | 434 | 27.9 | .449 | .364 | .753 | 3.9 | 1.6 | .7  | 1.0 | 13.1 |

#### プレーオフ
| シーズン | チーム | GP | GS | MPG  | FG%  | 3P%  | FT%  | RPG | APG | SPG | BPG | PPG  |
| -------- | ------ | -- | -- | ---- | ---- | ---- | ---- | --- | --- | --- | --- | ---- |
| 2017     | OKC    | 5  | 0  | 22.2 | .613 | .333 | .857 | 3.8 | .8  | .2  | .4  | 9.2  |
| 2018     | OKC    | 6  | 0  | 22.2 | .514 | .250 | .455 | 3.3 | 1.0 | .7  | .5  | 7.2  |
| 2019     | OKC    | 5  | 5  | 35.2 | .500 | .450 | .692 | 5.6 | .8  | .6  | 2.0 | 11.6 |
| 2020     | DEN    | 19 | 16 | 34.4 | .406 | .326 | .889 | 3.3 | 1.3 | .6  | .8  | 11.6 |
| 通算     | 通算   | 35 | 21 | 30.7 | .456 | .341 | .800 | 3.7 | 1.1 | .5  | .9  | 10.5 |

### カレッジ
| シーズン | チーム       | GP | GS | MPG  | FG%  | 3P%  | FT%  | RPG | APG | SPG | BPG | PPG  |
| -------- | ------------ | -- | -- | ---- | ---- | ---- | ---- | --- | --- | --- | --- | ---- |
| 2012–13  | シラキュース | 40 | 9  | 14.3 | .462 | .400 | .562 | 3.0 | .5  | .4  | .5  | 3.9  |
| 2013–14  | シラキュース | 32 | 20 | 31.4 | .496 | .000 | .674 | 6.8 | 1.4 | .8  | .6  | 12.1 |
| 通算     | 通算         | 72 | 29 | 21.9 | .486 | .300 | .641 | 4.7 | .9  | .6  | .5  | 7.5  |

## 人物
- 名前はジェレミー（Jeremy）ではなくジェラミ（Jerami）であり、非常に珍しい。
- 父のハービー・グラント（英語版）は、選手生活の大半をワシントン・ブレッツで過ごしたが、1993年から1996年まではポートランド・トレイルブレイザーズに所属していたこともあり、その関係でジェラミはオレゴン州ポートランドで生まれた。
- 伯父はハービーの双子の兄で、シカゴ・ブルズなどで活躍したホーレス・グラントである[12]。
- 兄が2人いる。長兄のジェライ・グラント（英語版）は国外リーグに所属しており、次兄のジェリアン・グラントは2015年のNBAドラフトで19位で指名され、ニューヨーク・ニックス、シカゴ・ブルズなどに所属した。